# Sacrificio de polluelos

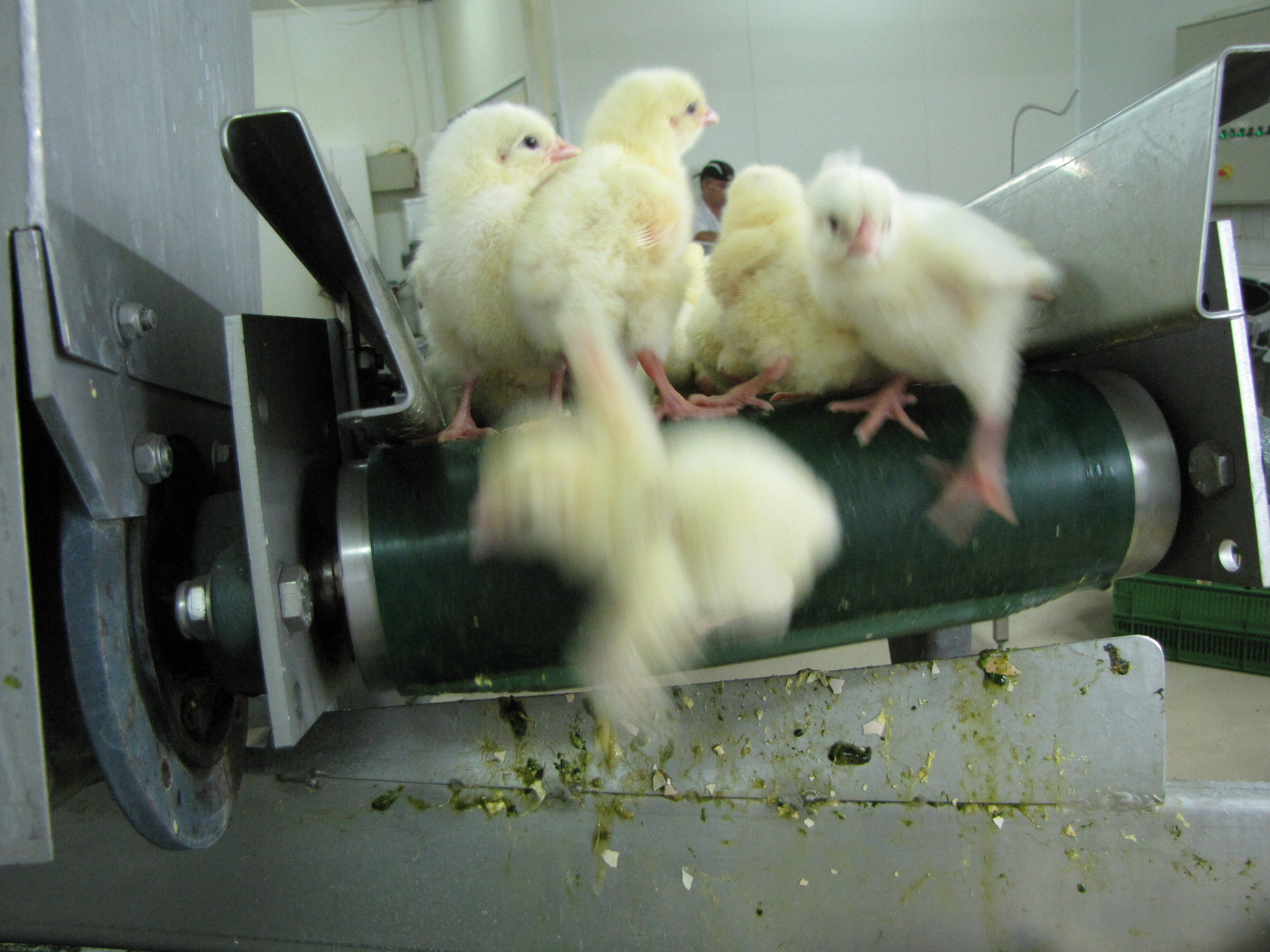
Pollitos machos encima de una cinta transportadora son llevados hacia una máquina trituradora.

Sacrificio de polluelos es la práctica en la cual los polluelos recién nacidos de gallinas u otras aves de consumo para los cuales la industria no tiene uso son sacrificados en masa. Es considerado una práctica estándar en la industria de la producción de huevos. Su uso está extendido tanto en los criaderos ecológicos donde los animales pueden caminar libremente, como en los criaderos de jaula, donde el ave permanece encerrada toda su vida.

## Motivación
En la industria de producción de huevos es común separar los polluelos machos de las hembras mediante técnicas especializadas de sexado. 
Debido a que los pollos machos no ponen huevos y solo son útiles los que están en programas de cría para la fertilización de huevos, el resto se considera redundante en la industria de la puesta de huevos y generalmente son sacrificados poco después de nacer.
Debido a la cría selectiva moderna, las razas de las gallinas ponedoras difieren de las razas de producción de carne (broiler), en estas razas de engorde utilizadas para la producción de carne tanto los machos como las hembras crecen enormemente a un rápido paso, por lo que el sacrificio de polluelos no suele ocurrir.
En la producción de foie gras también se sacrifican polluelos de pato recién nacidos, aunque en este caso, se realiza con hembras ya que los machos tienen mayor capacidad de engorde, a veces se hace uso de un macerador industrial para ello. Los restos de polluelos suelen ser utilizados como alimento para animales, fertilizantes y en la industria farmacéutica.

## Historia
Antes del desarrollo de las razas modernas pollo broiler, la mayoría de los pollos machos eran utilizados para la producción de carne, mientras que las hembras se mantenían para la producción de huevos. Sin embargo, luego de que en los años 60 la industria estandarizara el uso de razas separadas para la producción de carne y huevo, no había ninguna razón para mantener a los machos de la variedad productora de huevo. Como consecuencia, los machos de esa variedad son sacrificados tan pronto como sea posible después de la eclosión y el sexado para reducir las pérdidas incurridas por el criador. Se han desarrollado una variedad de técnicas especiales para determinar con precisión el sexo de los polluelos a la edad más temprana posible.

## Métodos
En la industria se utilizan varios métodos para sacrificar polluelos:
- Electrocución; se hace pasar una fuerte corriente eléctrica por el cuerpo del polluelo hasta ocasionar la muerte.[8]
- Ahogamiento colocando los polluelos en bolsas plásticas llenas de un gas pesado.[9]
- Cámara de gas; se colocan los polluelos en una cámara sellada en la cual se introduce dióxido de carbono para inducir inconsciencia y luego la muerte.[10]
- Trituración; luego de ser sexados son transportados en una banda transportadora con destino a una trituradora.[6]
- Luxación cervical, sólo en caso de fallar otro método para finalizar con la vida del animal agonizante rápidamente.[10]

## Controversia

Estado legal actual de sacrificio de polluelos en la industria avícola en el mundo.,,,,,,,,,,,,,,
Prohibición de todos los sacrificios de polluelos
Trituración de polluelos ilegal, gaseado de polluelos legal
Prohibición prevista de todos los sacrificios de polluelos
Sacrificio de polluelos legal, no prohibición prevista
Sin datos

Varios defensores de los derechos de los animales sostienen que muchas de las prácticas actuales relacionadas con el sacrificio de pollos no son éticas o morales.
En Alemania surgió una iniciativa regional en 2015 para acabar con estas prácticas pero finalmente fue desestimada por el gobierno federal por sus costes para la industria.
En Francia y Suiza se ha prohibido (en 2019 y 2020 respectivamente) la trituración como método para sacrificar crías de gallina u otras aves.

## Alternativas
Se han desarrollado métodos para determinar el sexo de los huevos fertilizados, lo que permite el poder descartar los huevos con machos antes de que eclosionen en lugar de sacrificarlos después del nacimiento. Esta tecnología brinda beneficios en términos de costo respecto al descarte de los huevos, además de asegurar de que los recursos son gastados únicamente en la incubación de huevos con hembras, útiles en la industria del huevo.